# Magnéric de Trèves
Saint Magnéric de Trèves (en latin: Magnericus, en allemand Magnerich) (mort entre 596 et 600) était un Franc, évêque de Trèves de 566 à sa mort. Magnéric est un saint de l'Église catholique, et sa fête est le 25 juillet.

## Biographie
Saint Grégoire de Tours, qui était son ami, le mentionne dans son Histoire des Francs et saint Géry de Cambrai était son disciple.
Magnéric est élève de Nicetius de Trèves. Il est nommé par le peuple et le clergé évêque de Trèves en 556. C'est l'un des premiers évêques à ne pas porter de nom romain, mais germanique, car il est d'origine franque. Il relève la ville de Trèves, fait de l'église de la Sainte-Croix un oratoire en l'honneur de saint Martin qui sera ensuite à l'origine de l'abbaye du même nom. Elle sera fermée par Napoléon en 1802, après douze siècles d'existence. D'autres communautés sont fondées à l'époque de Magnéric comme celles autour de Saint-Euchaire et de Saint-Paulin, au nord en dehors des remparts de la ville. Il fait construire quatre églises en l'honneur de saint Martin qu'il révérait : une à Ivois, une à Carden, une à Trèves et une à Deumelberg à côté de Trèves.
Magnéric est également proche de la cour des Mérovingiens. Childebert II en fait le parrain de son fils Thibert en 586.
Magnéric est inhumé à l'abbaye Saint-Martin de Trèves. Son abbé vers l'an mille, Eberwin, rédige une vie de Magnéric. Sa dévotion s'étend à la Lorraine. Sa tombe est ouverte en 1506. Il ne reste plus rien de sa dépouille, celle-ci ayant disparu avec la démolition de l'église abbatiale.

## Sources
- (en) Cet article est partiellement ou en totalité issu de l’article de Wikipédia en anglais intitulé « Magneric » (voir la liste des auteurs).